# Anna Magnani
Anna Magnani (Rome, 7 maart 1908 - aldaar, 26 september 1973) was een Italiaans film- en toneelactrice. 

## Leven en werk
Magnani kwam wereld in Rome als onwettig kind van een onbekende vader en een moeder die haar al snel in de steek liet. Haar oma van moederszijde voedde haar op in armoedige omstandigheden. Na eerst gewerkt te heben in cabarets nachtclubs als zangeres, speelde Magnagni in 1928 haar eerste filmrol in Scampolo. Daarna volgden verschillende rollen. Nationale bekendheid verwierf ze in 1941 door haar rol in Teresa Venerdì van Vittorio De Sica, internationale roem kwam voort uit haar rollen in neorealistische films als Roma, città aperta (1945), Il bandito (1946), L'Amore (1948) en Bellissima (1954). In 1955 speelde Magnani in haar eerste Hollywoodfilm, The Rose Tattoo, voor haar geschreven door Tennessee Williams. Voor deze rol ontving Magnani een Oscar (Beste Actrice), de eerste voor Italië. Daarna volgde meer Amerikaans succes, onder meer met Wild is the Wind (1957), waarvoor ze opnieuw een Oscar-nominatie ontving, en The Fugitive Kind (1960). Haar groot dramatisch talent bleek vervolgens ook uit films als Suor Letizia (1956), Mamma Roma (1962) en The Secret of Santa Vittoria (1969), die haar een nominatie voor een Golden Globe opleverde. Na 1970 acteerde Magnani louter nog in Italiaanse tv-series. Uitzondering hierop vormde haar gastrol in Roma (1972) van Federico Fellini. 
Magnani had relaties met verschillende mannen in de filmwereld. In 1935 trouwde ze met Goffredo Alessandrini, de regisseur die haar ontdekt had. Het paar scheidde in 1942. Vervolgens had Magnani een relatie met acteur Massimo Serato, met wie ze een zoon kreeg die polio opliep. Na deze relatie werd Magnani tijdens het filmen van Roma, Città Aperta verliefd op regisseur Roberto Rossellini. Deze relatie strandde toen Rossellini tijdens het opnemen van Stromboli (1950) verliefd werd op Ingrid Bergman. Als wraak nam Magnani op een eiland in de buurt de film Volcano (1950) op en zorgde er voor dat deze film vóór de première van Stromboli verscheen.

## Filmografie en prijzen
| Jaar | Film                            | Rol                             | Opmerkingen |
| ---- | ------------------------------- | ------------------------------- | --- |
| 1928 | Scampolo                        |                                 | |
| 1934 | La Cieca di Sorrento            | Anna, de geliefde               | |
| 1934 | Tempo massimo                   | Emilia                          | |
| 1935 | Quei due                        |                                 | |
| 1936 | Cavalleria                      | Fanny                           | |
| 1936 | Trenta secondi d'amore          |                                 | |
| 1938 | La Principessa Tarakanova       | Marietta, de meid               | |
| 1940 | Una Lampada alla finestra       | Ivana, Max's geliefde           | |
| 1941 | Teresa Venerdì                  | Maddalena Tentini/Loretta Prima | |
| 1941 | La Fuggitiva                    | Wanda Reni                      | |
| 1942 | La Fortuna viene dal cielo      | Zizì                            | |
| 1942 | Finalmente soli                 | Ninetta alias "Lulù"            | |
| 1943 | L'Ultima carrozzella            | Mary Dunchetti, de songwriter   | |
| 1943 | Gli Assi della risata           |                                 | segment "Il mio pallone" |
| 1943 | Campo de' fiori                 | Elide                           | |
| 1943 | La Vita è bella                 | Virginia                        | |
| 1943 | L'Avventura di Annabella        | "Het alledaagse"                | |
| 1944 | Il Fiore sotto gli occhi        | Maria Comasco, de actrice       | |
| 1945 | Abbasso la miseria!             | Nannina Straselli               | |
| 1945 | Roma, città aperta              | Pina                            | National Board of Review Award; Italian National Nastro d'Argento                                                                                |
| 1945 | Quartetto pazzo                 | Elena                           | |
| 1946 | Abbasso la ricchezza!           | Gioconda Perfetti               | |
| 1946 | Il bandito                      | Lidia                           | |
| 1946 | Avanti a lui tremava tutta Roma | Ada                             | |
| 1946 | Lo Sconosciuto di San Marino    | Liana, prostituee               | |
| 1946 | Un Uomo ritorna                 | Adele                           | |
| 1947 | L'onorevole Angelina            | Angelina Bianchi                | Nastro d'argento; Filmfestival van Venetië - Volpi Cup                                                                                           |
| 1948 | Assunta Spina                   | Assunta Spina                   | |
| 1948 | L'Amore                         | Vrouw aan telefoon/Nanni        | segment "Una voce umana")/segment "Il miracolo" Nastro d'Argento                                                                                 |
| 1948 | Molti sogni per le strade       | Linda                           | |
| 1950 | Vulcano                         | Maddalena Natoli                | |
| 1951 | Bellissima                      | Maddalena Cecconi               | Nastro d'argento |
| 1952 | Camicie rosse                   | Anita Garibaldi                 | |
| 1953 | The Golden Coach                | Camilla                         | |
| 1955 | The Rose Tattoo                 | Serafina Delle Rose             | Oscar voor Beste Actrice; BAFTA Award; Golden Globe; National Board of Review Award; New York Film Critics Circle Award                          |
| 1955 | Carosello del varietà           |                                 | |
| 1957 | Wild Is the Wind                | Gioia                           | Internationaal filmfestival van Berlijn - Zilveren Beer; Nominatie - Oscar voor beste actrice; Nominatie - BAFTA Award; Nominatie - Golden Globe |
| 1957 | Suor Letizia                    | Zuster Letizia                  | Nastro d'argento |
| 1959 | The Fugitive Kind               | Lady Torrance                   | |
| 1959 | Nella città l'inferno           | Egle                            | |
| 1960 | Risate di gioia                 | Gioia Fabbricotti               | |
| 1962 | Mamma Roma                      | Mamma Roma                      | |
| 1969 | The Secret of Santa Vittoria    | Rosa                            | Nominatie - Golden Globe |
| 1972 | Roma                            | Zichzelf                        | |

## Trivia
In 1985 werd een inslagkrater op de planeet Venus naar haar vernoemd.